# Krraba-Tunnel
Der Krraba-Tunnel (albanisch Tuneli i Krrabës), auch Kërraba-Tunnel (alb. Tuneli i Kërrabës), ist ein 2013 fertiggestellter Straßentunnel in Zentralalbanien südlich der Hauptstadt Tirana. Der rund 2200 Meter lange Tunnel ist Teil der Autobahn A3, die die Städte Tirana und Elbasan verbindet und den Kamm der Kodrat e Krrabës (Krraba-Hügel) unterquert.
Der Tunnel wurde vom griechischen Bauunternehmen Aktor in Zusammenarbeit mit dem US-amerikanischen Unternehmen Copri gebaut. Die Arbeiten hierfür begannen am 29. April 2011. Ende November 2011 waren rund ein Viertel der Bauarbeiten am Tunnel durchgeführt und Mitte Februar 2012 bereits die Hälfte.
Am 16. Juni 2013 – mitten im Wahlkampf zu den Parlamentswahlen – wurde der Tunnel samt Autobahn A3 von Tirana nach Elbasan durch den Ministerpräsidenten Sali Berisha (PD) feierlich eröffnet. Vorerst war jedoch nur eine Fahrbahn pro Tunnel befahrbar; der Verkehr wurde über ein Lichtsignalsystem geregelt.
Der kurze Anschluss an die SH3 im Norden war lange noch provisorisch, bis die Autobahn auf der ganzen Länge fertiggestellt war. Im Süden war anfangs auch nur eine Fahrbahn der rund elf Kilometer langen Neubaustrecke bis zum Ort Bradashesh westlich von Elbasan fertiggestellt und mit Gegenverkehr freigegeben.